# Les Aventures de Tom Bombadil
Vous lisez un « bon article » labellisé en 2007.  Il fait partie d'un « bon thème » labellisé en 2013.
Les Aventures de Tom Bombadil est un recueil de poèmes de J. R. R. Tolkien paru en 1962. Il se compose de seize poèmes, dont seuls les deux premiers ont véritablement à voir avec le personnage de Tom Bombadil. L'ensemble forme une collection hétéroclite où l'humour léger (« Le Troll de pierre », « Fastitocalon ») et les jeux sur les sonorités (« Errance », « Chat ») côtoient des vers plus sombres et mélancoliques (« La Cloche marine », « Le Dernier Vaisseau »).
La plupart de ces poèmes sont des œuvres de jeunesse de Tolkien n'ayant à l'origine aucun lien avec la Terre du Milieu. Pour leur parution dans ce recueil, l'écrivain procède à des révisions plus ou moins importantes de chacun d'eux et feint, dans la préface du livre, d'en être non pas l'auteur, mais simplement le traducteur, de la même façon que Le Hobbit et Le Seigneur des anneaux sont supposés être tirés du Livre rouge de la Marche de l'Ouest.

## Origines et publication

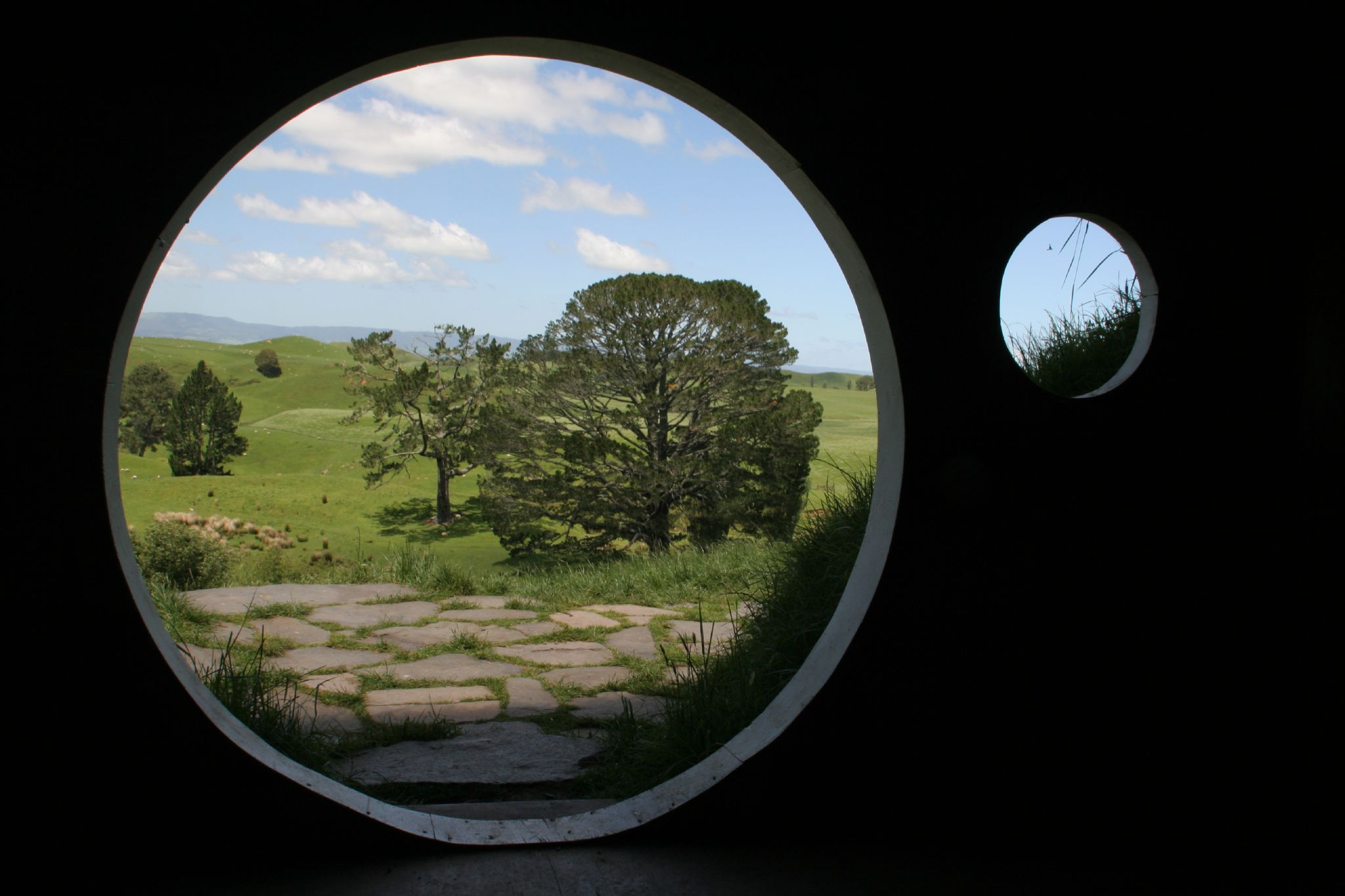
Les Aventures de Tom Bombadil est censé être un recueil de poèmes hobbits du début du Quatrième Âge, issus des fables du Comté et influencés en partie par Fendeval et le Gondor.
(Vue de l'intérieur d'un trou de hobbit ayant servi de décor aux films de Peter Jackson)

À la fin de l'année 1961, Tolkien reçoit une lettre de sa tante Jane Neave qui lui demande s'il « n'allait pas publier un petit livre autour de Tom Bombadil, le genre de livre que nous les vieux pouvons nous permettre d'offrir comme cadeau de Noël ». Séduit par l'idée, Tolkien propose à son éditeur, Allen & Unwin, d'éditer le poème « Les Aventures de Tom Bombadil », déjà paru dans la revue The Oxford Magazine en 1934, sous la forme d'un petit livre illustré par Pauline Baynes, dont il apprécie particulièrement le travail. Rayner Unwin répond favorablement en suggérant d'ajouter d'autres poèmes pour « donner corps » au livre.
Tolkien passe la fin de 1961 et le début de 1962 à la recherche de vieux poèmes pouvant être publiés avec « Les Aventures de Tom Bombadil ». Si ces recherches l'amusent, elles s'avèrent difficiles, car, écrit-il à son éditeur, « il n'y a pas grand-chose qui puisse vraiment aller avec Tom Bombadil ». Il finit par rassembler une dizaine de poèmes écrits et publiés dans les années 1920-1930, qu'il reprend plus ou moins en profondeur. D'autres poèmes sont écartés, notamment « Les Arbres de Kortirion », rédigé en 1915 et révisé en 1937, puis en 1962, dont Tolkien estime que, « trop long et trop ambitieux », il « déséquilibrerait probablement le navire », et peut-être aussi « La Petite Maison du jeu perdu : Mar Vanwa Tyaliéva ». Ces deux poèmes ont été publiés à titre posthume par Christopher Tolkien dans Le Livre des contes perdus. À ces anciens textes révisés, Tolkien joint deux poèmes issus du Seigneur des anneaux (« L'Homme dans la lune a veillé trop tard » et « Oliphant »), un autre écrit quelques années plus tôt pour une de ses petites-filles (« Chat ») et un dernier (« Bombadil en bateau ») spécialement écrit pour ce livre.
Tolkien rédige également une préface où, feignant d'être simplement « l'éditeur » de ces poèmes, il prétend les avoir découverts dans les marges du Livre rouge, les mémoires de Bilbo (Bilbon) et Frodo (Frodon) dont sont censés provenir Le Hobbit et Le Seigneur des anneaux. Ainsi, « Errance » et « L'Homme dans la lune a veillé trop tard » sont attribués à Bilbo, tandis que « Le Troll de pierre », « Perry-le-Bigorneau » et « Chat » sont signés des initiales de Sam, bien que, pour le dernier, « Sam n'ait guère pu faire plus que retoucher un poème plus ancien ». Les deux premiers poèmes, qui concernent Bombadil, « viennent de toute évidence du Pays-de-Bouc », et l'origine de « L'Homme dans la lune est descendu trop tôt » et « Le Dernier Vaisseau » est à chercher du côté du Gondor : ils ne sont « que des remaniements d'une matière du Sud ». « Le Trésor », quant à lui, trouve son origine à Fendeval (Fondcombe), où Bilbo séjourne quelque temps.
Pauline Baynes, qui a déjà illustré le conte Le Fermier Gilles de Ham quelques années plus tôt, accepte de fournir des illustrations pour Les Aventures de Tom Bombadil, qui est publié le 22 novembre 1962. Le livre est réédité en 1990 avec des illustrations de Roger Garland, ainsi que dans divers recueils de textes courts de Tolkien comme The Tolkien Reader (1966), Poems and Stories (1980) et Tales from the Perilous Realm (1997). Une réédition augmentée du recueil original, chapeautée par Wayne G. Hammond et Christina Scull, a paru en octobre 2014. Outre les poèmes originaux avec les illustrations de Pauline Baynes, elle inclut les versions antérieures de certains poèmes, un troisième poème concernant Tom Bombadil intitulé « Once Upon a Time », et d'autres textes inédits.
Le recueil a été traduit en français par Dashiell Hedayat et publié chez Christian Bourgois en 1975. Une traduction révisée, effectuée par Céline Leroy, est parue en 2003 dans le recueil Faërie et autres textes, également chez Bourgois. Seule cette dernière version inclut la préface originale du recueil.

## Réception
Les critiques des Aventures de Tom Bombadil à sa sortie sont généralement positives. Si le critique anonyme de Junior Bookshelf qualifie ce recueil de « pathétique sous-livre », The Listener évoque la « magnifique habileté technique » de Tolkien, « proche du génie », et le critique anonyme du Times Literary Supplement estime que « ce sont des poèmes intelligents, quoiqu'ils n'accrochent pas autant le lecteur que les récits sur les hobbits et les elfes ». Le livre se vend bien : près de 8 000 exemplaires s'écoulent avant même sa publication et il doit être réimprimé en hâte.

## Les poèmes

### Les Aventures de Tom Bombadil
| « Old Tom Bombadil was a merry fellow; bright blue his jacket was and his boots were yellow, green were his girdle and his breeches all of leather; he wore in his tall hat a swan-wing feather. » | « Le vieux Tom Bombadil était un joyeux bonhomme ; Il portait une veste bleu vif et des bottes jaunes, Ceinture verte, culottes de peau Et plume de cygne à son grand chapeau. (v. 1-4) » |

(Voir sur Wikidata) La première incarnation du poème « Les Aventures de Tom Bombadil » (The Adventures of Tom Bombadil) remonte à la fin des années 1920 ou au début des années 1930, à l'époque où Tolkien raconte des histoires sur ce personnage (dont les vêtements bariolés et le nom dérivent de ceux d'une poupée) à ses enfants. Il est publié en février 1934 dans The Oxford Magazine.
La version de 1962 est quelque peu allongée, mais raconte essentiellement la même histoire : Tom Bombadil rencontre successivement Baie d'Or, le Vieil Homme-Saule, des Blaireaux et un Esprit des Tertres (Être des Galgals) ; tous le menacent plus ou moins sérieusement, mais il triomphe à chaque fois et finit même par capturer Baie d'Or, qu'il épouse. Les péripéties du Seigneur des anneaux impliquant Bombadil trouvent leur origine dans ce poème. La préface du recueil indique que le poème provient du Pays-de-Bouc, et qu'il compile plusieurs légendes hobbites concernant Bombadil (un nom provenant lui-même du Pays-de-Bouc).
La métrique de ce poème est purement accentuelle, à quatre accents par vers. Les strophes sont inégales, à rimes plates, toutes féminines.

### Bombadil en bateau
Ce poème, de même forme que le précédent, fait suite aux « Aventures de Tom Bombadil » : on l'y voit se rendre en bateau chez son ami, le père Magotte, et faire face à divers obstacles sur sa route : un martin-pêcheur, une loutre, un cygne et les gardiens hobbits de la frontière orientale du Comté. « Bombadil en bateau » (Bombadil Goes Boating) avait le mérite, pour Tolkien, « d'"intégrer" davantage Tom dans le monde du Seigneur des anneaux dans lequel il a été introduit ». Dans une lettre à Pauline Baynes, Tolkien indique que le poème « renvoie à l'époque où l'ombre s'étend, avant que Frodo ne se mette en route ».

### Errance
| « There was a merry passenger, a messenger, a mariner: he built a gilded gondola to wander in, and had in her a load of yellow oranges and porridge for his provender; » | « Il était une fois un joyeux matelot, Un messager, un passager : Il s'était construit une gondole dorée Pour se balader Qu'il avait emplie de provisions de bouche — Cédrats blonds et pains d'épices — (v. 1-6) » |

(Voir sur Wikidata) Ce poème est publié pour la première fois dans The Oxford Magazine, en 1933. Tolkien en fait par la suite lecture aux Inklings et il semble avoir connu une certaine célébrité à travers le bouche-à-oreille. Son histoire textuelle est très confuse, puisqu'il semble avoir connu pas moins d'une vingtaine de versions avant de donner naissance à deux poèmes distincts : « Errance », qui ne diffère guère du poème publié en 1933, publié dans Les Aventures de Tom Bombadil, et le poème sur les voyages d'Eärendil récité par Bilbo à Fendeval dans Le Seigneur des anneaux).
Le poème est d'une grande complexité formelle, composé en un tétramètre iambique très régulier ; les vers pairs riment deux à deux tandis que les vers impairs comportent une rime interne, et le trisyllabe final des vers impairs allitère ou assone avec la première moitié des vers pairs, ce à quoi s'ajoutent divers autres jeux de sonorités. Tolkien admet n'avoir jamais rien composé d'autre sous cette forme.
Les premiers vers du poème, nés d'une inspiration de Tolkien, sont inspirés d'une comptine jacobite moquant le mariage de la princesse Marie, fille de Jacques II, et de Guillaume d'Orange, en 1677 :

« What is the rhyme for porringer?
What is the rhyme for porringer?
The king he had a daughter fair
And gave the Prince of Orange her. »

« Errance » (Errantry) évoque les voyages d'un « joyeux messager » qui parcourt le monde à bord de sa gondole ; ce n'est qu'après maintes péripéties qu'il se rappelle le message qu'il est censé transporter et reprend sa mission. D'après Tolkien, ce poème était conçu pour être récité à différentes vitesses (vite le début des strophes, puis en ralentissant jusqu'à la fin de la strophe), et une fois terminé, « l'orateur était supposé commencer à répéter le début du poème (encore plus vite), à moins que quelqu'un ne s'écrie "Une fois suffit" ».
John D. Rateliff rapproche « Errance » de Sire Topaze, l'un des Contes de Canterbury de Geoffrey Chaucer. On trouve dans les deux poèmes une scène où le héros revêt son armure, et dans les deux cas, la description est poussée jusqu'à l'absurde, avec des détails tous plus fantastiques les uns que les autres (de manière plus atténuée dans la version « sérieuse » parue dans Le Seigneur des anneaux). Lorsque Tolkien explique que le poème doit être lu jusqu'à ce que le public se révolte, il ferait un clin d'œil à Chaucer, dont le conte de Sire Topaze est effectivement interrompu en des termes assez rudes.
Le compositeur Donald Swann a réalisé une adaptation musicale de ce poème dans son cycle The Road Goes Ever On en 1967.

### Princesse Moa
« Princesse Moa » s'inspire d'un très ancien poème de Tolkien, « The Princess Ní », écrit en juin 1915 et publié dans le recueil Leeds University Verse 1914-24 en 1924. De forme irrégulière, il décrit la Princesse dansant de nuit, et son reflet sous ses pieds — Tolkien joue sur le thème du double en appelant la princesse Mee (me, « moi ») et son reflet Shee (she, « elle »), respectivement rendus par « Moa » et « Soa » dans la traduction française.

### L'Homme dans la lune a veillé trop tard
(Voir sur Wikidata) Ce poème, inspiré de la comptine Hey Diddle Diddle, connut sa première incarnation vers 1919-1920, sous le titre « Nursery Rhymes Undone ». Il a été par la suite publié dans Yorkshire Poetry en 1923 sous le titre « The Cat and the Fiddle: A Nursery Rhyme Undone and Its Scandalous Secret Unlocked ». Enfin, sa version finale apparaît dans Le Seigneur des anneaux : elle est chantée par Frodo à l'auberge du Poney Fringant, à Brie (Bree).

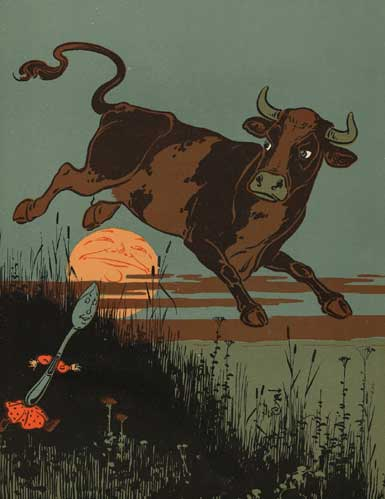
«… la vache sauta par-dessus la lune… »
(illustration de la comptine Hey Diddle Diddle par W. W. Denslow, 1902)

« L'Homme dans la lune a veillé trop tard » (The Man in the Moon Stayed Up Too Late) évoque une descente sur Terre de l'Homme dans la Lune (un personnage également présent dans Le Livre des contes perdus et Roverandom), qui se rend dans une auberge à la bière réputée. Il en boit tant qu'il doit être ramené sur la Lune par l'aubergiste et le palefrenier, tandis que le chat de ce dernier entame un morceau agité sur son violon, faisant danser tous les clients de l'auberge, les chevaux et la vache qui « saute par-dessus la Lune » ; après quoi tous vont se coucher, à la grande surprise du soleil levant.
Le poème se compose d'une série de quintils de tétramètres et de trimètres iambiques rimés sur une disposition A / B / C / C / B (A et C étant des tétramètres, B des trimètres).

### L'Homme dans la lune est descendu trop tôt
La première version de ce poème est rédigée en mars 1915 ; il s'intitule alors « Pourquoi l'Homme dans la Lune descendit trop tôt : une fantasie d'Est-Anglie ». Il est publié dans le recueil A Northern Venture en 1923. Il s'inspire d'une comptine sans titre du XIXe siècle commençant par « The man in the moon / Came down too soon… » La version des Aventures de Tom Bombadil a subi quelques révisions, notamment pour l'ancrer en Terre du Milieu : elle mentionne la baie de Belfalas (« baie de Bel »), au Gondor, et la tour de Dol Amroth (« Tirith Aear »).
Comme dans le poème précédent, on découvre dans « L'Homme dans la lune est descendu trop tôt » (The Man in the Moon Came Down Too Soon) une visite terrestre de l'Homme dans la Lune, las de vivre seul et avide de découvrir la vie et les riches couleurs, nourritures et boissons de la Terre. Mais il atterrit au beau milieu de la nuit, alors que tous sont endormis ; et il obtient pour seule nourriture du porridge froid datant de deux jours.
Le poème se compose d'une série de huitains alternant tétramètres et trimètres iambiques, ceux-ci rimant deux à deux.

### Le Troll de pierre
Ce poème comique, dont la première version remonte à 1926, est publié dans le livret Songs for the Philologists en 1935 sous le titre « The Root of the Boot »,. Il s'agit de la reprise d'un poème déjà présent dans Le Seigneur des anneaux, où il est chanté par Sam.
« Le Troll de pierre » (The Stone Troll) décrit la rencontre entre un troll « assis seul dans les collines », occupé à ronger un os et un certain Tom (vraisemblablement pas Tom Bombadil), qui reconnaît le tibia de son oncle Tim. Agacé par Tom, le troll essaie de l'attraper pour en faire son repas, mais il se glisse dans son dos et lui donne un coup de pied aux fesses, oubliant que « plus durs que la pierre sont la chair et l'os d'un troll ». Tom rentre chez lui, estropié.
En forme de chanson, le poème est bâti de huit strophes en vers accentuels sur un même modèle : deux vers à quatre accents rimant entre eux, un vers à quatre accents à rime interne, un trimètre, suivis de deux « échos » grotesques, un vers à quatre accents sur la même rime que les deux premiers, puis enfin une reprise du trimètre en refrain.

### Perry-le-Bigorneau
Ce poème est une version révisée de The Bumpus, un poème non publié datant de 1928, en huitains à rimes croisées alternant vers à quatre et trois accents. Il raconte l'amitié entre un troll gentil et bon cuisinier, mais que tout le monde craint, et Perry-le-Bigorneau (Perry-the-Winkle), le seul à accepter de prendre le thé chez lui. La préface des Aventures de Tom Bombadil l'attribue à Sam, et le poème évoque effectivement la géographie de la Comté : Brie et la Grande-Creusée (Grand'Cave) sont mentionnés, ainsi que le Montauvent (Mont Venteux).

### Les Chats-gluants
| « Beyond the Merlock Mountains, a long and lonely road. Through the spider-shadows and the marsh of Tode, And through the wood of hanging trees and the gallows-weed, You go to find the Mewlips — and the Mewlips feed. » | « Au-delà des Monts des Merlock, après une route solitaire et désolée, À travers les Marais de la Tode et les ombres par les araignées tissées, Par la forêt des arbres suspendus et les herbes folles des potences, Il vous faut aller, pour trouver les Mialaubres — et là, les Mialaubres font bombance. (v. 29-32) » |

(Voir sur Wikidata) Ce poème a été édité pour la première fois dans The Oxford Magazine, en 1937, sous le titre « Knocking at the Door ». Il s'agissait alors de décrire l'anxiété d'un élève attendant à la porte d'un professeur, mais le poème final n'a plus grand-chose à voir avec cela : il décrit la race étrange et maléfique des chats-gluants ou « Mialaubres », vivant sous terre et se nourrissant des voyageurs de passage dans leur contrée « au-delà des Monts des Merlock ». Ceux-ci n'apparaissent dans aucun autre texte de Tolkien, tout comme les autres lieux mentionnés (marais de la Tode…), ce qui a incité plusieurs lecteurs à chercher une zone de la Terre du Milieu correspondant à la géographie du poème.
Le poème comporte deux parties, chacune de trois strophes alternant tétramètres et trimètres iambiques en rimes croisées suivies d'une strophe irrégulière.

### Oliphant
Cette énigme à rimes plates est tirée du Seigneur des anneaux, où elle est récitée par Sam. Sa première version, bien plus longue et intitulée « Iumbo, or ye Kinde of ye Oliphaunt », date des années 1920 et a été publiée dans le Stapledon Magazine en 1927, avec Fastitocalon, sous le titre d'ensemble « Adventures in Unnatural History and Medieval Metres, Being the Freaks of Fisiologus ». Il s'inspire en grande partie des bestiaires médiévaux, et en particulier des poèmes animaliers du Livre d'Exeter.
La version révisée du poème, présente dans Le Seigneur des anneaux et Les Aventures de Tom Bombadil, est nettement plus courte et les quelques anachronismes de « Iumbo » en sont absents (notamment, la comparaison entre la trompe de l'éléphant et un aspirateur). Dans une analyse interne, il est présenté comme une comptine traditionnelle, couchée sur le papier par Sam Gamegie.

### Fastitocalon
(Voir sur Wikidata) Ce poème rimé irrégulier est, comme « Oliphant », fortement inspiré par les bestiaires médiévaux (l'aspidochélon est décrit dans le Physiologus, et le nom même de Fastitocalon apparaît dans le Livre d'Exeter). Il a été publié pour la première fois dans le Stapledon Magazine en 1927, avec « Iumbo, or ye Kinde of ye Oliphaunt ». Il traite d'un gigantesque animal marin sur lequel débarque l'équipage d'un bateau, persuadé d'avoir affaire à une île, jusqu'à ce que le Fastitocalon se retourne et les submerge.

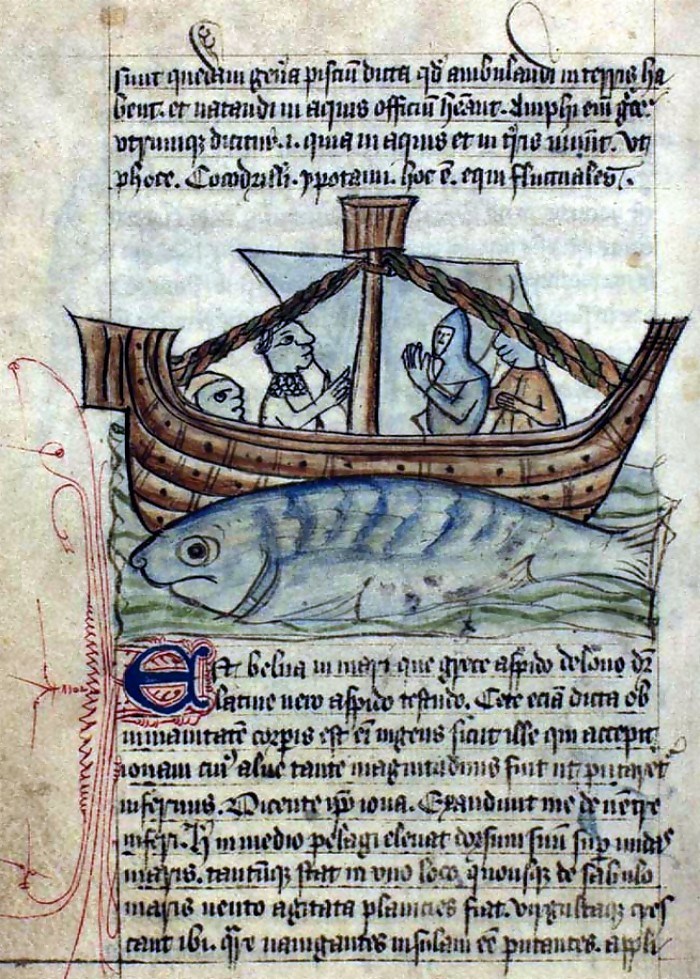
L'aspidochélon dans un manuscrit du XVe siècle.

Comme pour « Oliphant », la version des Aventures de Tom Bombadil est plus brève que celle parue en 1927, et elle est débarrassée de ses éléments modernes (Tolkien y évoquait le jazz, entre autres). En outre, le Fastitocalon, une baleine dans la version originale, y devient une tortue géante, probablement pour s'accorder avec l'étymologie de son nom : en grec Aspido-chelône « tortue à carapace ronde », déformé en Astitocalon, le F n'ayant été ajouté dans le poème anglo-saxon que pour l'allitération.

### Chat
Tolkien écrit ce court poème en 1956 pour sa petite-fille Joan. « Chat » (Cat) consiste essentiellement en un jeu sur les sonorités (The fat cat on the mat / May seem to dream…) et décrit un chat domestique en train de dormir, rêvant de ses ancêtres félins sauvages. La préface indique que le poème, trouvé dans les marges du Livre rouge, est marqué des initiales de Sam, mais qu'il s'agit vraisemblablement d'une comptine hobbite plus ancienne que Sam se serait contenté de reprendre.

### La Femme de l'ombre
L'origine de ce poème est incertaine : il apparaît sur un manuscrit datant du début des années 1930, mais semble avoir été publié dans un obscur périodique, Abingdon Chronicle, au cours des années 1920. « La Femme de l'ombre » (Shadow Bride) est une courte pièce assez particulière, « inquiétante », traitant de la rencontre d'un homme sans ombre et d'une dame vêtue de gris qui le libère du sortilège qui le retenait prisonnier.
Le poème est bâti de trois huitains à rimes croisées, alternant tétramètres et trimètres iambiques.

### Le Trésor
« Le Trésor » (The Hoard) connaît vraisemblablement sa première mouture à la fin de l'année 1922. Il est alors intitulé « Iúmonna Gold Galdre Bewunden », qui est le vers 3052 du poème en vieil anglais Beowulf (il signifie « cet or des anciens entouré d'une incantation »). En 1923, ce poème est publié dans le périodique The Gryphon. Après d'importantes corrections, il est réédité en 1937 dans The Oxford Magazine sous le même titre,. En 1970, Roger Lancelyn Green le réédite dans le Hamish Hamilton Book of Dragons.
En cinq strophes à rimes plates de vers à quatre accents, il traite d'un trésor et des destins malheureux qui s'abattent sur ses possesseurs successifs : tout d'abord les Elfes, qui enchantent l'or avant de disparaître, puis le nain consumé par les flammes du dragon, le dragon vaincu par un héros, le héros devenu roi renversé par une armée ennemie. La dernière strophe revient sur le trésor oublié, qui n'est plus gardé que par la Nuit, « tandis qu'attend la terre, et que dorment les Elfes » (v. 76).
Comme Tolkien l'indique lui-même dans sa préface, « Le Trésor » présente des ressemblances avec l'histoire de l'or de Nargothrond, relatée dans Le Silmarillion, quoique la chronologie des événements soit différente : après la chute de cette citadelle elfique, son trésor est amassé par le dragon Glaurung, qui finit tué par le héros Túrin. Le nain Mîm s'empare alors des richesses des Elfes, mais il est tué par Húrin, le père de Túrin ; il a le temps de maudire le trésor avant de mourir. Húrin amène le trésor au roi elfe Thingol, qui finit à son tour tué pour avoir fait preuve d'avarice.

### La Cloche marine
| « I walked by the sea, and there came to me, as a star-beam on the wet sand, a white shell like a sea-bell; trembling it lay in my wet hand. » | « Je marchais le long de la mer quand vint à moi, comme un rayon d'étoile sur le sable mouillé, un coquillage pareil à une cloche marine ; tremblante dans le creux de ma main mouillée. (v. 1-4) » |

(Voir sur Wikidata) « La Cloche marine » (The Sea-Bell), présenté par Tolkien comme « le moins bon [du recueil] » mais admiré par le poète W. H. Auden, est une refonte du poème « Looney », écrit en 1932 ou 1933 et publié dans The Oxford Magazine en 1934. Tolkien l'associe, dans sa préface, aux rêves angoissés faits par Frodo après la destruction de l'Anneau unique, indiquant qu'il porte le sous-titre Li reve de Frodo (Frodos Dreme).
Sur une plage, le poète découvre une conche (la « cloche marine ») d'où sortent des sons étranges. Un bateau vide l'emporte peu après « à une plage oubliée dans un curieux pays », plein de fleurs et d'animaux. Il entend la musique et les pas d'êtres qui disparaissent sitôt qu'il approche, et finit par s'allonger dans un bois pour reprendre ses esprits. Il n'en sort que vieux et épuisé, pour reprendre le bateau qui l'avait emmené en ce pays et qui le ramène à son point de départ, où il se morfond dans la solitude, étranger dans son propre foyer, avec une cloche marine à jamais muette qu'il finit par jeter.
Une comparaison entre « Looney » et « La Cloche marine » permet de mettre en lumière quelques différences, notamment l'ajout de l'élément elfique, avec des danseurs toujours hors de portée (ce qui rappelle une scène du Hobbit), et l'amertume beaucoup plus forte du retour au pays du narrateur. De façon générale, « Looney » est nettement plus joyeux que « La Cloche marine » : ainsi, à la fin du premier, le narrateur conserve le réconfort d'entendre le son de la mer dans sa conche, alors que dans la version finale, le coquillage est « mort et silencieux » (v. 114). « Le retour en Faërie, même en souvenir, est proscrit. »
Le vers est accentuel à quatre accents, sur un schéma de rimes comparable à celui d'« Errance » : les vers pairs riment deux à deux, tandis que les vers impairs comportent une rime interne.

### Le Dernier Vaisseau
| « Year still after year flows down the Seven Rivers ; cloud passes, sunlight glows, reed and willow quivers at morn and eve, but never more westward ships have waded in mortal waters as before, and their song has faded. » | « Année après année, à jamais coulent les Sept Rivières ; les nuages passent, le soleil rougeoie, le saule et le roseau frissonnent matin et soir, mais plus jamais les navires voguant vers l'ouest ne sont passés dans les eaux des mortels, comme autrefois et leur chant s'est tu. (v. 97-104) » |

Ce poème, sans doute écrit au début des années 1930, est publié pour la première fois dans Chronicle of the Convents of the Sacred Heart, en 1934, sous le titre « Fíriel ». Le poème des Aventures de Tom Bombadil, rebaptisé « Le Dernier Vaisseau » (The Last Ship) est une version abrégée de « Fíriel », augmentée de quelques références à la Terre du Milieu : les « Sept Rivières » sont celles du Gondor, dont le poème, quoique d'origine hobbite, intègre des éléments folkloriques.
À l'aube, la jeune Fíriel entend des voix chanter. Suivant le chant, elle se rend sur le bord du fleuve et découvre un bateau elfe — le dernier — prêt à appareiller et à quitter à tout jamais la Terre du Milieu. Les Elfes l'invitent à se joindre à eux, mais elle refuse, étant née « fille de la Terre », et retourne à sa demeure, « délaissant l'éclat pour se tourner vers l'ennui et l'oubli ».
Dans The Road to Middle-earth, T. A. Shippey compare ce poème aux ballades dans lesquelles les elfes emportent un mortel avec eux pour qu'il vive à jamais dans la félicité. Dans « Le dernier vaisseau », c'est le contraire qui se produit : la jeune fille refuse de partir. Il s'agit là d'une « inversion sans précédent », d'après Shippey.
Le poème est bâti d'une série de huitains à rimes croisées, alternant tétramètres iambiques à rimes masculines et trimètres trochaïques à rimes féminines.